# NGC 2090
NGC 2090 is een spiraalvormig sterrenstelsel in het sterrenbeeld Duif. Het hemelobject werd op 29 oktober 1826 ontdekt door de Schotse astronoom James Dunlop.

## Synoniemen
- ESO 363-23
- MCG -6-13-9
- AM 0545-341
- IRAS 05452-3416
- PGC 17819